# 샤베리아
샤베리아 (Chaveyriat)는 프랑스 오베르뉴론알프 앵주의 코뮌이다. 부르캉브레스 아롱디스망과 보나 캉통에 속한다.

## 지리
샤베리아 마을은 보나 캉통의 브레스 지역과 동브 지역 사이에 위치해 있다. 북쪽 방면부터 시계방향으로 메제리아, 방뎅, 몽트라콜, 콩데시아, 샤노즈샤트네, 보나와 마주한다. 샤베리아의 기후는 대륙성 기후가 살짝 섞인 온화한 기후다.
샤베리아 남쪽으로 벨 강의 지류인 이랑스 강이 흐른다. 이랑스 강은 계속해서 서쪽으로 흐르다 메제리아에서 벨 강으로 합류한다. 또 부 하천 (Voux)은 샤베리아 남쪽을 흐르며 코랑 연못을 지나고 나면 이랑스 강에 흘러들며, 마레주니용 하천 (Marais Genillon)은 샤네 부근까지 북상하여 흐르다 보나에서 벨 강으로 흘러든다.

## 역사
샤베리아는 갈로로망스어에 기원을 두고 있는 '카바리아쿠스' (Cavariacus)라는 말에서 유래한 지명이다. 샤베리아 마을이 문헌상에 처음으로 언급된 것은 993년 클뤼니 헌장으로, 여기서는 '카바리아코' (Cavariaco)라고 쓰여져 있었다. 같은 기록물에서 974년과 994년에는 카바리아쿠스라고 표기되었다.
1250년경에는 리옹 교구에 속하게 되었으며 이때는 '샤베리아쿠스' (Chavairiacus)라 불렸다. 1325년경에는 샤베리아쿠스 (Chavayriacus)로 철자가 바뀌었으며 1365년에 들어서 비로소 '샤베리아' (Chavayria)라는 지명이 등장하였다. 14세기 말이던 1378년 코트도르 지역 기록물에서는 '샤베리아쿠스' (Chaveyriacus / Chaveiriacus)라 적었고 1417년에는 다시 샤베리아로 돌아갔다. 앵 지역의 기록물에 따르면 1443년경에도 역시 샤베리아쿠스라고 불렀던 것으로 보인다.
1536년에는 샤베리아즈 (Chaveyriaz)란 이름으로 등장하며, 1584년 론 지역의 기록물에서도 등장한다. 그러나 17세기 들어서부터는 다시 샤베리아 (Chavériat)라 쓰게 되었다. 1601년 프랑스-사보이아 전쟁이 끝난 뒤 맺어진 리옹 협약에 따라 브레스, 발로메, 뷔제, 젝스 일대가 프랑스로 넘어가면서 이 마을 역시 프랑스 영토가 되었다. 그리고 부르고뉴 주에 속하게 되었다.
프랑스 혁명 직후인 1790년부터 1795년까지는 샤티용레동브 캉통에 속하게 되었으며 동시에 샤티용레동브 디스트리크에도 속하였다. 지금의 '샤베리아' (Chaveyriat)란 표기는 1800년경 앵주의 일부로 묶이면서부터 등장하였다.

## 교통

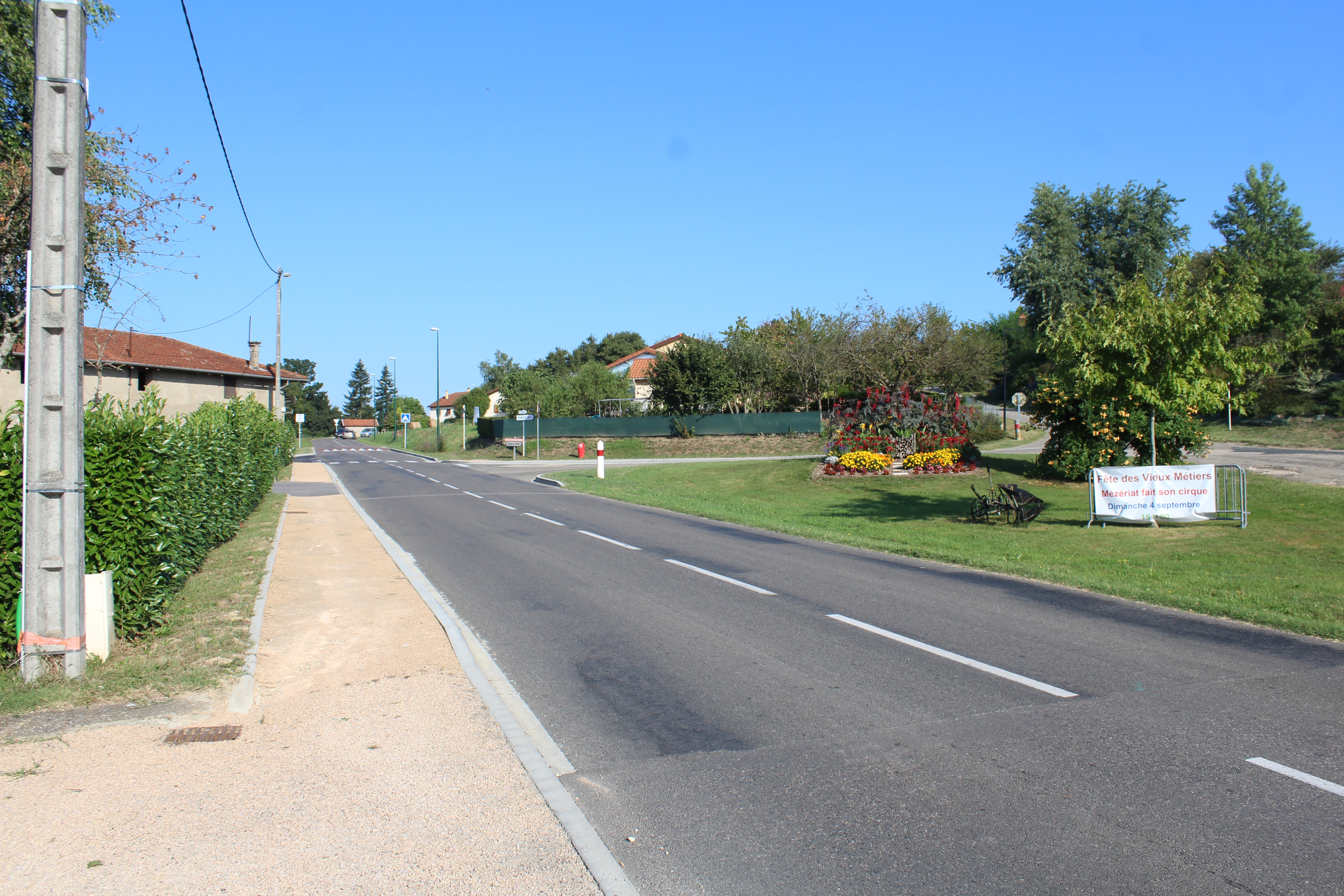
D26 지방도

샤베리아의 주요 길목은 D26 지방도이며 샤베리아를 관통한다. 이 도로를 따라 북쪽의 메제리아로, 남쪽의 콩데시아로 갈 수 있으며 마를리외와 퐁드보를 잇는다.
D936 지방도는 샤베리아 최남단을 살짝 지나치며 콩데시아와의 경계선 역할을 한다. 이 도로를 따라서는 서쪽으로 뇌빌레담, 샤티용쉬르샬라론, 생트리비에쉬르무아냥에 갈 수 있고 동쪽으로는 레투알과 라카피탈, 생드니레부르, 부르캉브레스로 갈 수 있다. 전체적으로는 생디디에르드포르망과 도르탕을 잇는다. 북쪽으로는 D96 지방도가 지나며, 보나와 방뎅을 잇지만 코르모랑슈옹손이 시작점이다.
1898년에는 자상에서 부르를 잇는 47km 길이의 철도가 개통되어 운행된 적이 있었다. 앵 전차회사에서 운영했던 이 노선은 1937년에 영업을 종료하고 철거되었다. 그 이후로는 이 마을을 지나는 철도노선이 없으나 바로 근처에 마콩과 앙베리외를 잇는 TER 노선이 지나간다. 보나와 메제리아에 각각 철도역을 두고 있다.

## 인구
| 연도 | 인구  | ±%    |
| ---- | ----- | ----- |
| 2006 | 885   | —     |
| 2007 | 896   | +1.2% |
| 2008 | 907   | +1.2% |
| 2009 | 922   | +1.7% |
| 2010 | 927   | +0.5% |
| 2011 | 943   | +1.7% |
| 2012 | 959   | +1.7% |
| 2013 | 975   | +1.7% |
| 2014 | 993   | +1.8% |
| 2015 | 1,003 | +1.0% |
| 2016 | 1,006 | +0.3% |

## 명소
샤베리아에는 생장 밥티스트 교회가 있다. 로마네스크 양식으로 건축된 이 교회는 1947년 6월 23일 프랑스 사적지로 등재되었다.
그밖에도 전쟁으로 세상을 떠난 마을 아이들을 기억하는 추모비가 세워져 있다.

## 같이 보기
- 앵 주의 코뮌 목록